# Olena Wissjulina

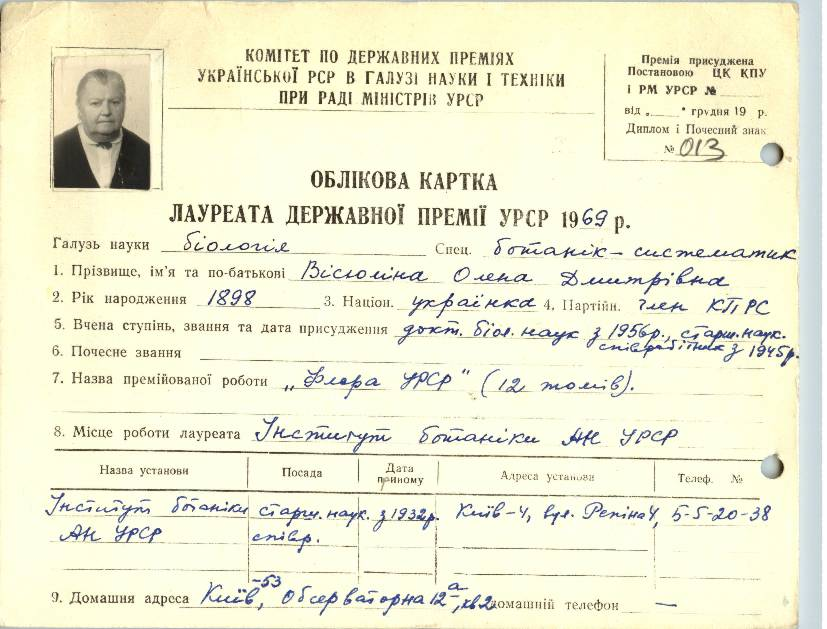
Registrierungskarte der Preisträgerin des Staatspreises der Ukrainischen Sozialistischen Sowjetrepublik, Wissjulina O. D.

Olena Dmytriwna Wissjulina (ukrainisch Олена Дмитрівна Вісюліна; * 17. Mai 1898 in Kiew, Russisches Kaiserreich; † 19. Oktober 1972 in Kiew, Ukrainische Sozialistische Sowjetrepublik) war eine ukrainisch-sowjetische Botanikerin.

## Leben und Werk
Wissjulina war die Tochter eines Zimmermanns und studierte von 1917 bis 1920 an der naturwissenschaftlichen Abteilung der Kiewer Frauenkurse. Sie unterrichtete zwei Jahre als Lehrerin und studierte dann an der Nationalen Taras-Schewtschenko-Universität in Kiew. Ab 1927 forschte sie bei Alexander Wassiljewitsch Fomin und Eugen Iwanowitsch Bordzilowski am Institut für Botanik der Akademie der Wissenschaften der UdSSR (Kiew). Sie promovierte 1956 mit einer Dissertation über die Leguminosenfloren der Ukrainischen SSR und ihre nationale wirtschaftliche Bedeutung.
Sie war Autorin des Nachschlagewerkes Бур'яни України (Burjani Ukraini; deutsch: Unkräuter der Ukraine). Sie war Autorin von 75 wissenschaftlichen Artikeln und Hauptautorin und Mitherausgeberin der 12-bändigen Ausgabe von Флора УРСР (Flora URSR; deutsch: Flora der UdSSR), in der sie 30 Pflanzenfamilien bearbeitete. Sie war Mitautorin des Handbuchs Визначник рослин України (Wisnatschnik roslin Ukraini). Sie veröffentlichte sechs wissenschaftliche und populärwissenschaftliche Werke in Form einer Broschüre.
Wissjulina beschrieb 13 neue Arten, wie Aconitum rogoviczii Wissjul, Althaea bordzilovskii Wissjul, Medicago kotovii Wissjul und 10 Unterarten. Ihr botanisches Kürzel lautet Wissjul.
Ihre 1932 geborene Tochter ist die Astrobiologin Jelysaweta Kordjum.

## Auszeichnungen
- Orden des Roten Banners der Arbeit
- 1952: Stalinpreis[2]
- 1969: Staatspreis der UdSSR für Wissenschaft und Technologie